# Jymmy França
Jymmy França (født 15. april 1984) er en brasiliansk fodboldspiller.